# Sambo
Sambo též sombo je původně bojový systém (sebeobrana) vycházející z japonského bojového systému džú-džucu, francouzského boxu (savate) a tradičních zápasnických stylů republik Sovětského svazu. Vznikl na přelomu dvacátých a třicátých let dvacátého století v Sovětském svazu jako bojový výcvikový systém rudé armády. Sambistické techniky z boje na zemi se využívají v profesionálním zápase ve stylu MMA. Jejich největším propagátorem byl fenomenální ruský zápasník Fjodor Jemeljaněnko. Sambo je také v některých zemích známo jako úpolový sport v podobě vestového zápasu. V moderním pojetí je známá i varianta samba jako úpolového sportu, jenž vychází z armádního bojového výcviku.

## Etymologie
Sambo je zkratkou ruského výrazu „samozaščita bez oružija“ (sebeobrana beze zbraně) nebo dle Anatolije Charalampijeva „samozaščita i borba“ (sebeobrana a zápas). V bojovém systému sambo se totiž využívají i techniky boje s nožem nebo se střelnou zbraní.
V západním světě, především v anglosaském světě se výraz sambo nahrazuje slovem sombo. Důvodem je zavádějící význam slova sambo, který poukazuje na nedůstojné označení člověka tmavé pleti.

## Historie
V jistém období[kdy?] Sovětského svazu byla historie pozměněna v osobě zakladatele Vasilije Oščepkova, který se stal ve třicátých letech dvacátého století obětí Stalinových čistek a roli zakladatele převzal Anatolij Charalampijev.

### Vasilij Oščepkov
Zakladatelem samba je Vasilij Oščepkov (1893–1937), rodák z ostrova Sachalin. V 11 letech osiřel a v roce 1908 po navrácení jižní části Sachalinu Japonsku po rusko-japonské válce byl poslán na internátní školu (pravoslavný seminář) do Tokia. V Tokiu se na hodinách tělesné výchovy seznámil s judem v jehož studiu dále pokračoval v Kodokanu pod vedením senseie Okamota. V roce 1913 obdržel jako čtvrtý "západní" judista černý pás. Po skončení studií odešel z Tokia do Mandžuska, kde pracoval jako tlumočník ruské carské armády. V období první světové války žil ve Vladivostoku, kde vyučoval zájemce v bojovém systému džú-džucu. Po říjnové revoluci v roce 1917 stál jako občan Vladivostoku na straně Bílé armády, ale okolo roku 1920 byl evidován jako spolupracovník Rudé armády. Po obsazení Vladivostoku Rudou armádou v roce 1922 žil na Sachalinu a v polovině dvacátých let v Japonsku jako špion. Po prozrazení v polovině dvacátých let byl nucen k návratu. V roce 1926 vedl ve Vladivostoku semináře bojového umění společně s expertem na anglický box (boxing) a francouzský box (savate) Pjotrem Azančevskim. Mezi jejich prvními cvičenci byl i výrazná postava historie samba Fjodor Žamkov.
V roce 1927 působil jako tlumočník v Novosibirsku, kde ve vojenských novinách publikoval článek o japonské bojovém systému džú-džucu v kombinace s boxem (jednalo se především o techniky kopů ze savate) a s různými zbraněmi. V článku tento svůj bojový systém doporučoval pro výcvik vojáků. V roce 1928 udělal na sovětské armádní velení dojem se svými cvičenci na moskevské spartakiádě a od roku 1929 byl veden jako instruktor bojových sportů v CSKA Moskva. V roce 1931 publikuje metodiku výcviku bojového výcviku pro Rudou armádu beze zbraně i se zbraněmi (nůž, puška Mosin-Nagant). V témže roce vytváří s dalšími specialisty příručku připravenosti civilistů pro případ války nazvaný "Gotov k trudu i oborone" (GTO). V témže období spolupracuje s ústavem tělesné výchovy a sportu, kde ve spolupráci s instruktory zápasu cvičil budoucí instruktory pro výuku juda pro děti a mládež v kroužcích na školách. Jedním z cvičenců a budoucích instruktorů byl v roce 1934 Anatolij Charalapijev. O judo jako nenásilné bojové umění se zajímala i policie. Zde však Oščepkov narzil na zeď, když se začal zajímat o zavedení svého bojového systému pro složky tajné policie. Sovětská tajná policie již měla zavedený bojový systém sambo vytvořený Viktorem Spiridonovem. Tento původní bojový systém sambo vycházel z džú-džucu v kombinaci se zápasem a boxem. Problémem Spiridonova samba (sam, samoz) bylo jeho nedokonalé zvládnutí technik džú-džucu. Spiridonov měl tyto techniky načteny ze "západních" knížek a v konfrontaci s Osčepkovým bojovým systémem neobstál. Spiridonovy konexe na velení tajné policie však byly veliké a různými intrikami/pomluvami udržel své sambo jako hlavní výcvikový systém policie. Ne však na dlouho, v polovině třicátých let se hlavním instruktorem výcviku tajných složech sovětské police stal Fjodor Žamkov. Viktor Spiridonov byl nucen odejít a Oščepkův bojový systém začal pronikat do metodického výcviku budoucích agentů tajné policie.
Od roku 1935 se začaly v SSSR pro děti a mládež organizovat turnaje v judu dle pravidel z roku 1933. V tomto období došlo k celkovému rozmachu sportovních odvětví v Sovětském svazu. Judo jako sportovní odvětví mělo jen málo společného s judem vyučovaným v Japonsku. Daleko více se podobalo zápasu ve volnému stylu a v tehdejším Leningradu se dokonce výraz judo nepoužíval. Zápasilo se ve váhových kategoriích, v úboru zvaném kurtka, v zápasnických botách apod. Techniky Oščepkovova juda ovlivnily regiony Sovětského svazu, kde přetrvával místní tradiční zápas (Gruzie, Arménie, Moldavsko, Střední Asie, Jakutsko a další). Každý z těchto regionů vnesl do Oščepkovova juda své charakteristické rysy. Výrazně se v tomto judu asimilovaly nožní techniky z gruzínského tradičního zápasu čidaoba.
Zvrat ve vývoji Oščepkova juda přišel v roce 1937, kdy Japonsko napadlo Čínu a Sovětský svaz jako jednu z reakcí na tuto agresi zastavil výuku juda na školách. V říjnu téhož roku byl Vasilij Oščepkov zatčen za vlastizradu a několik dní na to zemřel ve vězení na srdeční slabost ve věku 44 let. Po odtajnění dokumentů v devadesátých letech v jeho složce chyběly dokumenty, které by jeho vlastizradu potvrzovaly.

### Sambo po smrti Oščepkova
Smrt Vasilije Oščepkova nenechala jeho žáky (cvičence) chladnými. Ti v témže roce obnovili výuku juda na školách a organizaci turnajů. Ústupkem vůči vedení bylo vyřazení slovíčka judo ze sovětských slovníků a vyškrtnutí Vasilije Oščepkova z historie. V roce 1938 se oficiálně zavedl pro Oščepkovo judo název volný styl a 16. listopad je v Rusku brán jako datum vzniku samba. Termín judo se objevil až v šedesátých letech jako nový japonský olympijský sport. Název sambo byl poprvé v literatuře použit v roce 1940 Vladislavem Volkovem. Volkov sepsal metodiku výcviku bojového systému pro NKVD, kde vycházel z metodiky Oščepkova a Spiridonova. Tento paskvil záhy odsoudila většina odborníků, a to dokonce i sám Viktor Spiridonov. Spiridonov nebyl po smrti Vasilije Oščepkova v jednoduché pozici, protože Oščepkovovi žáci v něm viděli hlavní příčinu smrti jejich mistra. Poté, co NKVD smetla ze stolu Volkovovu metodiku, přišel na scénu Anatolij Charalampijev, který vytvořil sofistikovanou metodiku výuky bojového systému pro policii a zápasu pro školy. Striktně tyto dva směry oddělil. Zavedl termíny bojové sambo a zápas sambo. Byl mimořádně plodným autorem publikací a tehdejší doba ho považovala za zakladatele samb, i když jeho práce stála na základech jeho učitele Vasileje Oščepkova.
Sambo se v druhé polovině dvacátého století uplatňovalo jako bojový výcvik armádních a policejních jednotek a jako sportovní disciplína vestový zápas. Nejprestižním turnajem bylo sovětské mistrovství. V šedesátých letech projevily zájem o zápas sambo i další státy. Důvodem zájmu byly výkony sovětských sambistů na mezinárodních soutěžích v judu. Řada zemí[kdo?] přebrala tréninkové metody sambistů a aplikovala je na judo. Sambo od sedmdesátých let výrazně ovlivnilo techniku juda a dalo vznik celé řadě nových technik (juji-gatame z postoje, sode-curikomi-goši, ippon-seoi-nage, kubi-nage, uči-mata-makikomi, celá škála strhů). V kumikatě se objevil úchop na zádech a mnoho dalších změn. Japonské klasické judo do příchodu samba prakticky neznalo termín kontrachvat (gaeši – uči-mata-gaeči, o-soto-gaeši apod.).

## Mezinárodní sambo
V roce 1968 si vzala zápas sambo pod křídla Mezinárodní zápasnická federace (FILA). V roce 1973 po mistrovství světa v zápasu ve volném stylu bylo poprvé uspořádáno mistrovství světa v zápasu sambo. V roce 1985 představitelé samba v čele se Španělem Fernandem Comptem založili vlastní federaci FIAS. Ta prošla po rozpadu Sovětského svazu v roce 1991 krizí. Od FIAS se oddělila francouzská sekce FMS, k níž se připojily některé státy bývalého Sovětského svazu (Kavkaz, Pobaltí). Situace se dále vyostřila v roce 1993 se FIAS rozštěpila na západní (USA) a východní (Rusko) a tím ztratila členství v zastřešující organizaci sportovních federací GAISF. V roce 2002 přijmula GAISF „východní“ FIAS zpátky do svých řad. V důsledku se západní FIAS v roce 2005 asimilovala zpátky do Mezinárodní zápasnické federace. V roce 2007 Mezinárodní zápasnická federace nahradila zápas sambo grapplingem a východní FIAS se stala jedinou federací organizující zápasy v sambo. Vedle zápasu sambo vznikla v novém tisíciletí i sportovní verze bojového samba, která šla s trendem doby. Po rozdělení Sovětského svazu totiž přicházely do postsovětských republik další bojové sporty a zájem o zápas sambo upadal.

## Sportovní sambo
Sportovní sambo se děli na dvě sportovní disciplíny:
- Zápas sambo
  - Freestyle sambo
- Bojové sambo

### Zápas sambo

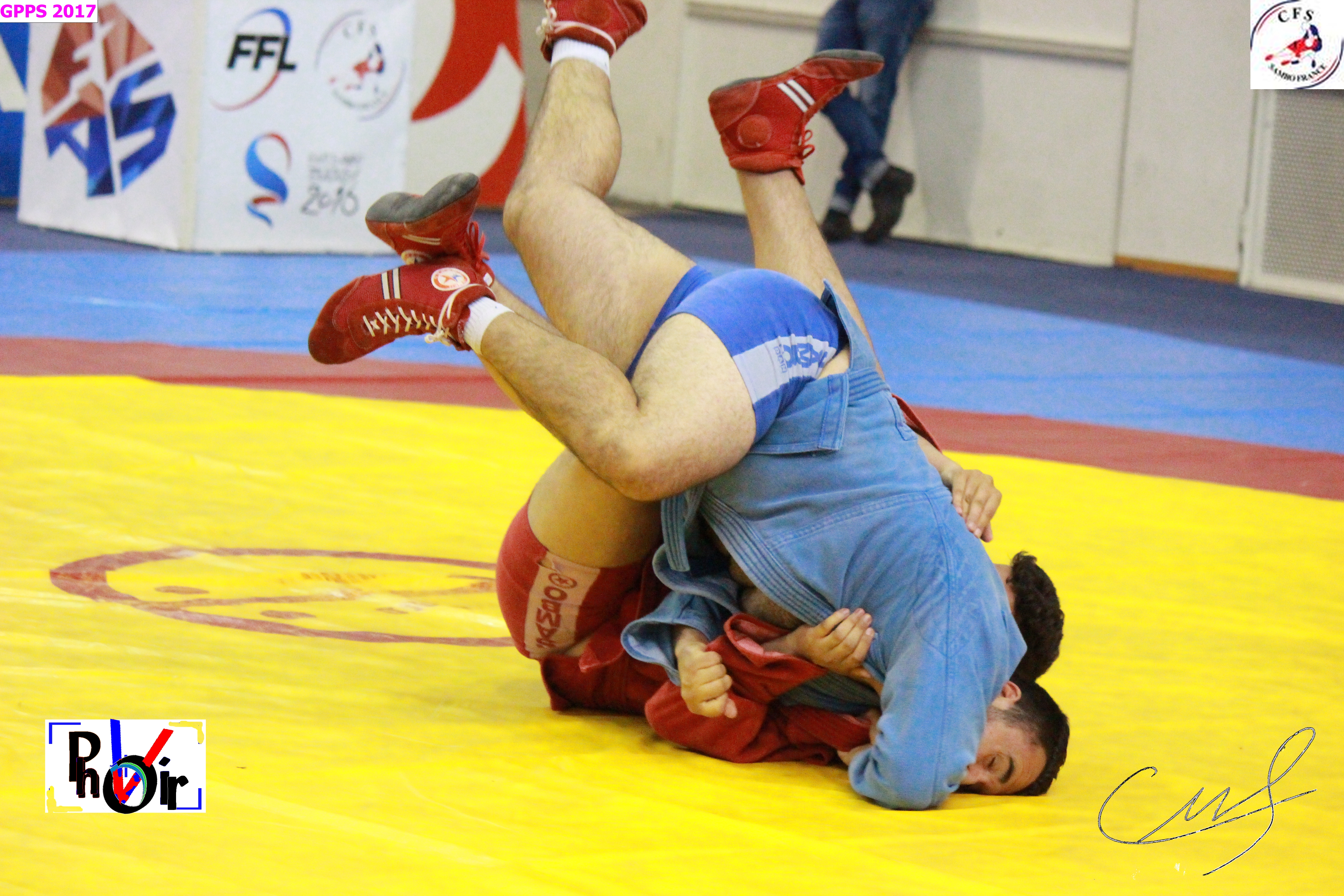
Sambo

Zápas sambo má dlouhou historii. Objevuje se již ve třicátých letech dvacátého století pod názvem volný styl. V druhé světové válce zaznamenává velký rozmach. Na mezinárodní scéně se prosazuje od sedmdesátých let. Vedle Sovětského svazu jevily o tento úpolový sport zájem Mongolsko, Bulharsko, Japonsko, Francie, Velká Británie, Španělsko, Nizozemsko, Itálie a Spojené státy americké. Důvodem zájmu byly tréninkové metody uplatňované sovětskými sportovci v olympijském sportu judu. V současné době o sambo jako sportovní disciplínu není mimo bývalé republiky Sovětského svazu zájem. Vedle již zmiňovaných zemí si drží vrcholovou sportovní úroveň pouze Bulharsko a Mongolsko.
Zápas sambo je v mnoha ohledech podobný sportovnímu judu. Primárním cílem je pomocí chvatu dostat soupeře na zem do submisivní polohy. Hlavní odlišností samba od juda je úbor a hrací plocha. Sambisté nezápasí jako judisté bosí, mají na sobě obuv zvanou různě podle regionu – sambofky, sambetky, borcovky. Místo judogi (kimona) nosí vestu zvanou kurtka a místo kalhot krátké šortky. Kurtka je přiléhavější (menší) než judogi a nutí sambistu držet soupeře blíž u těla. Sambisté zápasí na zápasnickém kruhu, který je měkčí než judistické tatami, z toho plynou jejich odlišné způsoby provádění technik.
Zásadním rozdílem mezi judem a sambem jsou některé povolené či zakázané techniky. V sambu se nesmí na rozdíl od juda soupeř škrtit. V sambu se mohou páčit spodní končetiny, v judu pouze loketní kloub.
Kombinace obou stylů je v současné době náročná pro různá pravidla boje. Nebylo tomu tak vždy. Do roku 2010 byla judistická pravidla přístupnější a sambisté pro svou větší praktičnost měli v soubojích nad judisty převahu.[zdroj?]
Zápasu sambo se věnují jak muži, tak ženy.

#### Freestyle sambo
Freestyle sambo je americká varianta zápasu sambo, která povoluje některé techniky zakázané v zápasu sambo. Jedná se především o škrcení a některé techniky páčení, které zápas sambo nepovoluje. Freestyle sambo slouží především jako základ pro profesionální zápas.

### Bojové sambo

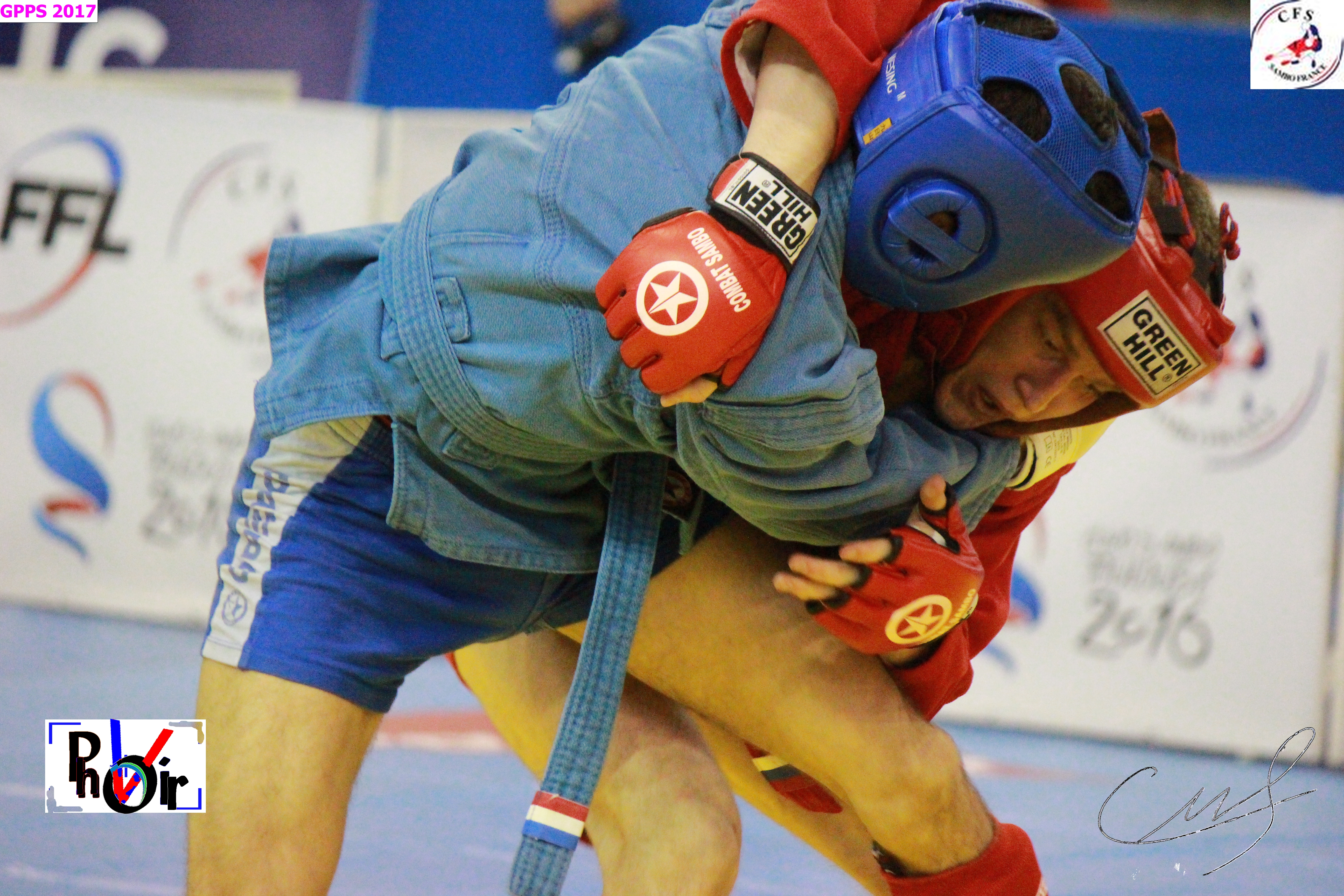
Sambo

Bojové sambo je bojový sport vytvořený na přelomu tisíciletí z bojového systému sambo používaného armádními a policejními složkami v postsovětských zemích. Bojové sambo jako každá sportovní disciplína dbá v prvé řadě na bezpečnost zápasníků. Zápasníci si chrání citlivá místa chrániči. Bojové sambo se uplatňuje v profesionálním zápase. Nejčastěji v prestižním MMA.

## Mezinárodní organizace
Zastřešující organizací sportovního samba je Mezinárodní sambistická federace (FIAS). Primárním cílem této federace je dostat sambo do programu letních olympijských her. Tento cíl se však nedaří plnit pro složitou politickou situaci a neshody jednotlivých národních federací.
FIAS je hlavním organizátorem mistrovství světa v zápasu sambo a bojovém sambu. Jednotlivé kontinentální federace dále organizují svá kontinentální mistrovství. Evropské turnaje řídí Evropská sambistická federace (ESF), které každoročně pořádá mistrovství Evropy v zápasu sambo a mistrovství Evropy v bojovém sambu.
Zápas sambo byl na pořadu Světových her v roce 1985 a 1993. V roce 2013 byl součástí univerziády v Kazani.

#### Česko
- Sambo federace České republiky (SFČR) (archiv) do roku 2013 členem FIAS
- Český svaz sambo (ČSS) od roku 2013 členem FIAS

#### Svět
- Mezinárodní sambistická federace (FIAS) – nová FIAS od roku 2013 se sídlem ve Švýcarsku (tzv. po odstranění Davida Rudmana a jeho týmu z vedení)
  - Evropská sambistická federace (ESF)
- Mezinárodní sambistická federace (FIAS) (archiv) – původní východní FIAS do roku 2013, se sídlem v Rusku, působila dále do roku 2016 jako neoficiální organizace
- fias.org, sombo.org, sombo.net, sombo.us (archiv) – západní FIAS do spojení s Mezinárodní zápasnickou federací v roce 2005.
  - fias-europe.org (archiv) – Evropská sambistická federace, která byla součástí západní FIAS

#### Rusko
- Ruská sambistická federace
- Sambistický informační portál – cenný zdroj informací, po odstranění Davida Rudmana a jeho týmu z FIAS je stránka skoro neaktivní